# Jean Martinelli
Jean Martinelli, pseudonimo di Jean Siegfried Marie Martinet (Parigi, 15 agosto 1909 – Parigi, 13 marzo 1983), è stato un attore francese.

## Biografia
Figlio della cantante d'opera Germaine Martinelli, recitò in oltre cinquanta film francesi tra il 1933 e il 1983, spesso in ruoli secondari. 
Sul grande schermo lo si ricorda essenzialmente in Caccia al ladro (1955), nella parte di Foussard, cameriere zoppo, e per aver interpretato Athos in Fate largo ai moschettieri! (1953).
Recitò molto a teatro e numerose furono le sue apparizioni televisive, tra cui Julien Fontanes, magistrato e Il Cavalier Tempesta.
Dal 1952 al 1964 fu sposato con l'attrice Monique Mélinand, dalla quale ebbe la figlia Agathe Mélinand; si sposò in seconde nozze con Nadine Basile.

## Filmografia parziale
- Le due orfanelle (Les Deux Orphelines), regia di Maurice Tourneur (1933)
- Perdizione (La danseuse rouge), regia di Jean-Paul Paulin (1937)
- La Certosa di Parma, regia di Christian-Jaque (1947), non accreditato
- Fate largo ai moschettieri! (Les trois Mousquetaires), regia di André Hunebelle (1953)
- L'uomo e il diavolo (Le rouge et le noir), regia di Claude Autant-Lara (1954)
- Caccia al ladro (To Catch a Thief), regia di Alfred Hitchcock (1955)
- Si Paris nous était conté, regia di Sacha Guitry (1956)
- Club di ragazze (Club de femmes), regia di Ralph Habib (1956)
- Il conte di Montecristo (Le Comte de Monte-Cristo), regia di Claude Autant-Lara (1961)
- Il presidente (Le Président), regia di Henri Verneuil (1961)
- Il re delle corse (Le gentleman d'Epsom), regia di Gilles Grangier (1962)
- L'angelica avventuriera - Sole nero (Soleil noir), regia di Denys de La Patellière (1966)
- La bestia (La Bête), regia di Walerian Borowczyk (1975)
- Le 12 fatiche di Asterix (Les douze travaux d'Astérix), regia di René Goscinny, Albert Uderzo, Henry Gruel e Pierre Vatrin (1976)
- Tre donne immorali? (Les Héroines du mal), regia di Walerian Borowczyk (1979)